# Herb Zawichostu
Herb Zawichostu – jeden z symboli miasta Zawichost i gminy Zawichost w postaci herbu.

## Wygląd i symbolika
Herb przedstawia na czerwonej tarczy otwartą białą bramę miejską ze złotymi drzwiami o dwóch zawiasach. Brama posiada trzy białe wieżyczki: dwie zewnętrzne wyższe z blankami i jedną środkową niższą. Wszystkie posiadają czarne otwory strzeleckie. Nad środkową wieżyczką mieści się herb Władysława Łokietka: półlew złoty i półorzeł biały.